# Lonchocarpus sutherlandii
Lonchocarpus sutherlandii là một loài thực vật có hoa trong họ Đậu. Loài này được (Harv.) Dunn miêu tả khoa học đầu tiên.